# Parahypotermes
Parahypotermes es un género de termitas  perteneciente a la familia Termitidae que tiene las siguientes especies:
1. Parahypotermes manyunensis
2. Parahypotermes ruiliensis
3. Parahypotermes yingjiangensis